# Blargies
Blargies est une commune française située dans le département de l'Oise, en région Hauts-de-France.

## Géographie

### Description

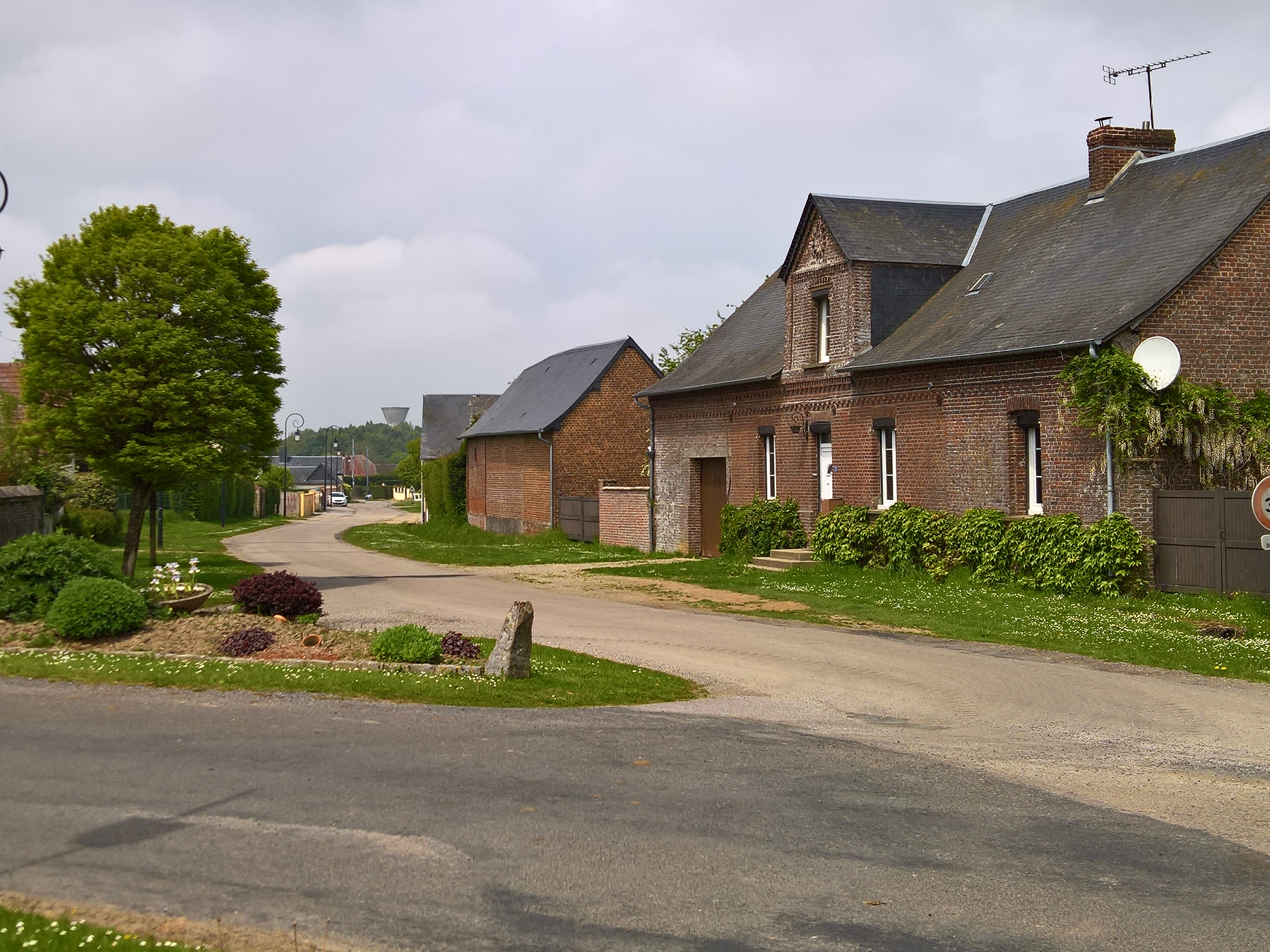
Paysage de la commune.

La commune de Blargies se situe à l'extrémité ouest du département de l'Oise, en bordure du département de la Seine-Maritime, sur un relief de plateau, entaillé par une vallée sèche en amont de la source de la Bresle. Son altitude varie entre 185 et 227 mètres, soit un dénivelé de 42 mètres.

### Hydrographie
La commune est située dans le bassin Seine-Normandie. Elle n'est drainée par aucun cours d'eau,.
Le village compte trois mares :
- celle de Belleville, rénovée en 2018[3] ;
- celle de Secqueville ;
- une mare près de la salle des fêtes.

Une quatrième mare existait à l'emplacement du parking situé face au syndicat des eaux.

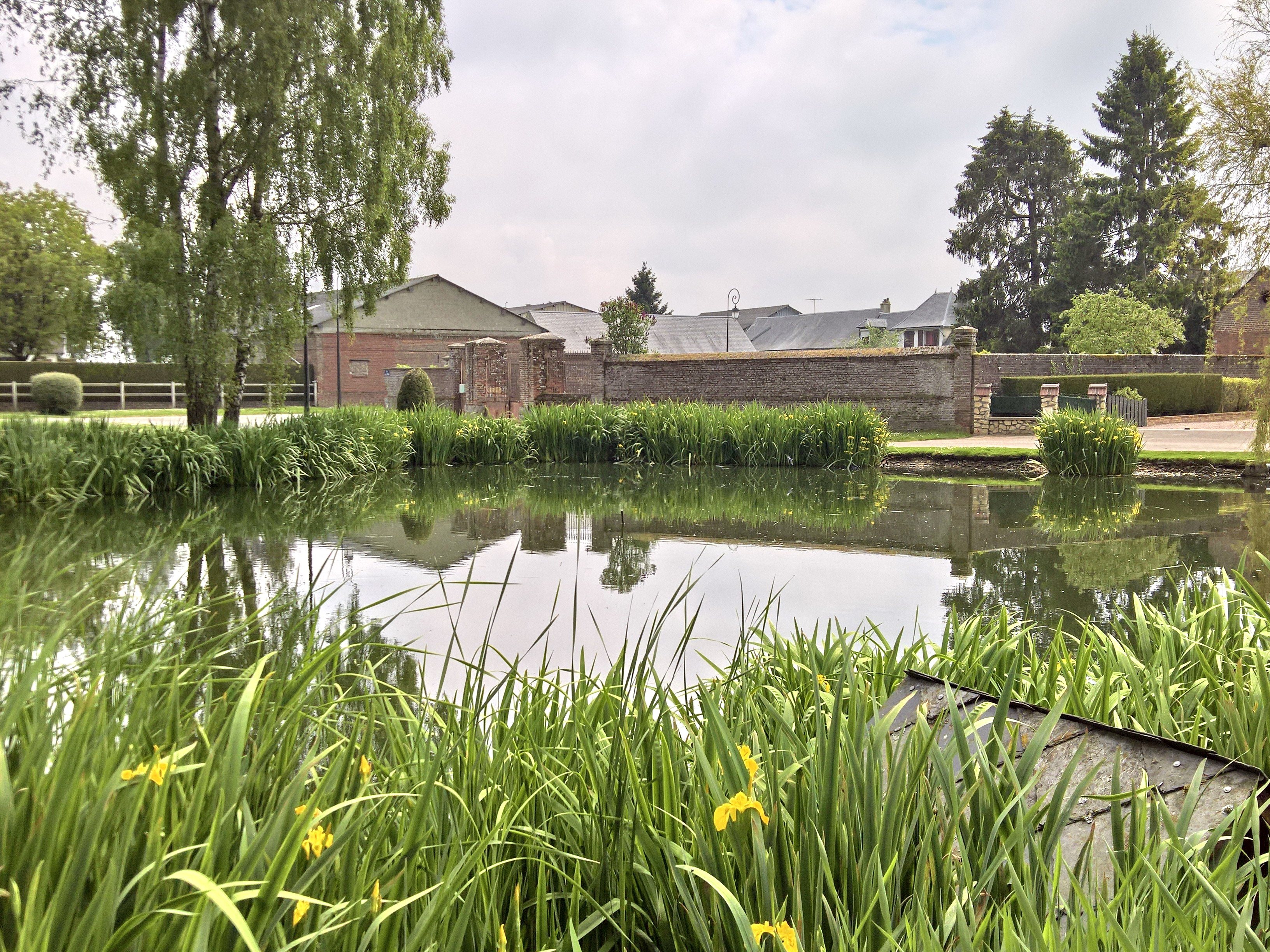
La mare.
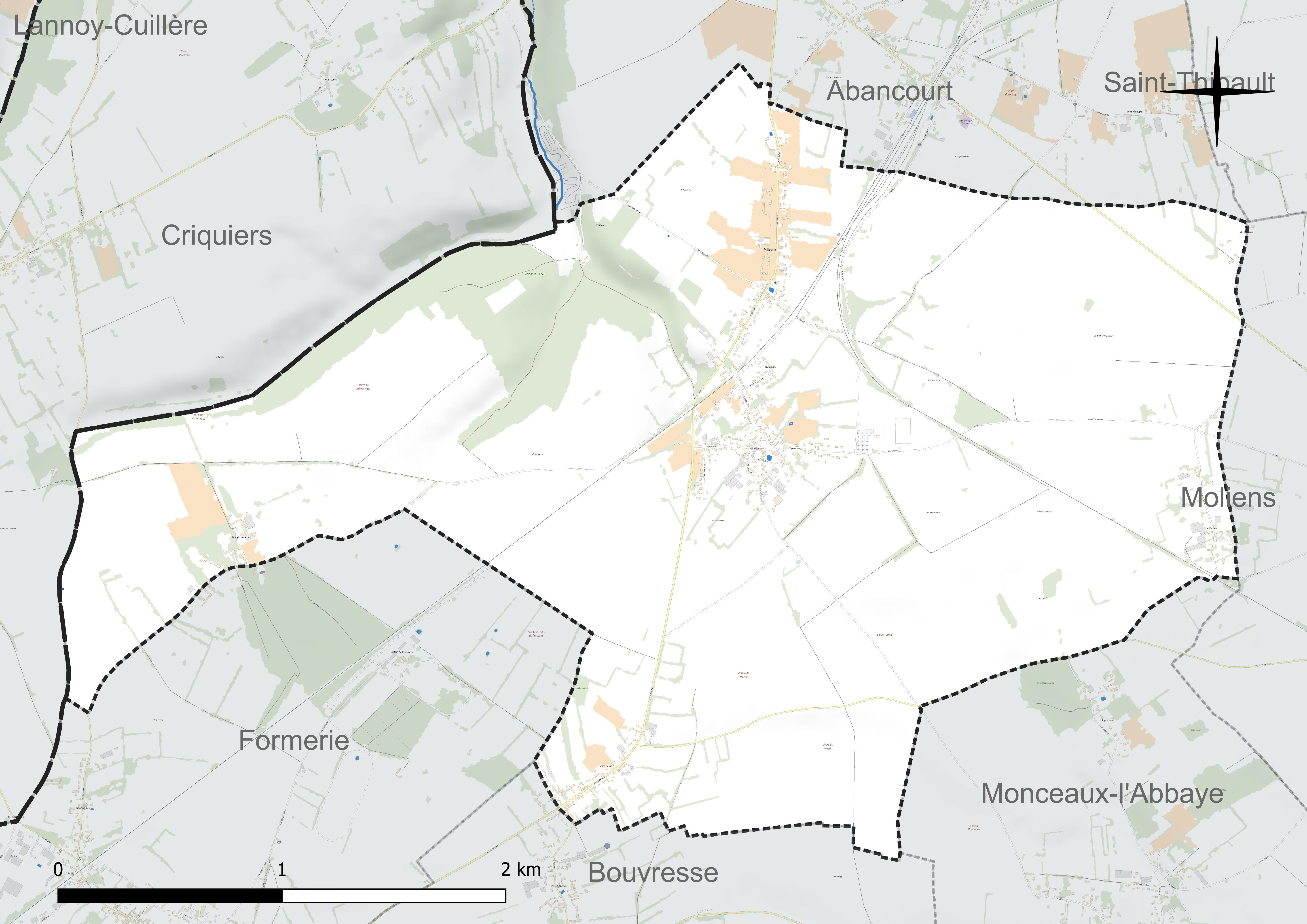
Réseau hydrographique de Blargies.

### Climat
Pour des articles plus généraux, voir Climat des Hauts-de-France et Climat de l'Oise.
En 2010, le climat de la commune est de type climat océanique dégradé des plaines du Centre et du Nord, selon une étude du CNRS s'appuyant sur une série de données couvrant la période 1971-2000. En 2020, Météo-France publie une typologie des climats de la France métropolitaine dans laquelle la commune est exposée à un climat océanique et est dans la région climatique  Côtes de la Manche orientale, caractérisée par un faible ensoleillement (1 550 h/an) ; forte humidité de l'air (plus de 20 h/jour avec humidité relative > 80 % en hiver), vents forts fréquents. 
Pour la période 1971-2000, la température annuelle moyenne est de 9,6 °C, avec une amplitude thermique annuelle de 14,8 °C. Le cumul annuel moyen de précipitations est de 878 mm, avec 13,2 jours de précipitations en janvier et 9,1 jours en juillet. Pour la période 1991-2020, la température moyenne annuelle observée sur la station météorologique la plus proche, située sur la commune de Saint-Arnoult à 6 km à vol d'oiseau, est de 10,4 °C et le cumul annuel moyen de précipitations est de 797,2 mm,. Pour l'avenir, les paramètres climatiques de la commune estimés pour 2050 selon différents scénarios d'émission de gaz à effet de serre sont consultables sur un site dédié publié par Météo-France en novembre 2022.

## Urbanisme

### Typologie
Au 1er janvier 2024, Blargies est catégorisée commune rurale à habitat dispersé, selon la nouvelle grille communale de densité à sept niveaux définie par l'Insee en 2022.
Elle est située hors unité urbaine et hors attraction des villes,.

### Occupation des sols
L'occupation des sols de la commune, telle qu'elle ressort de la base de données européenne d'occupation biophysique des sols Corine Land Cover (CLC), est marquée par l'importance des territoires agricoles (88 % en 2018), une proportion sensiblement équivalente à celle de 1990 (88,4 %). La répartition détaillée en 2018 est la suivante : 
terres arables (48 %), prairies (39,6 %), forêts (6,7 %), zones urbanisées (5,3 %), zones agricoles hétérogènes (0,5 %). L'évolution de l'occupation des sols de la commune et de ses infrastructures peut être observée sur les différentes représentations cartographiques du territoire : la carte de Cassini (XVIIIe siècle), la carte d'état-major (1820-1866) et les cartes ou photos aériennes de l'IGN pour la période actuelle (1950 à aujourd'hui).

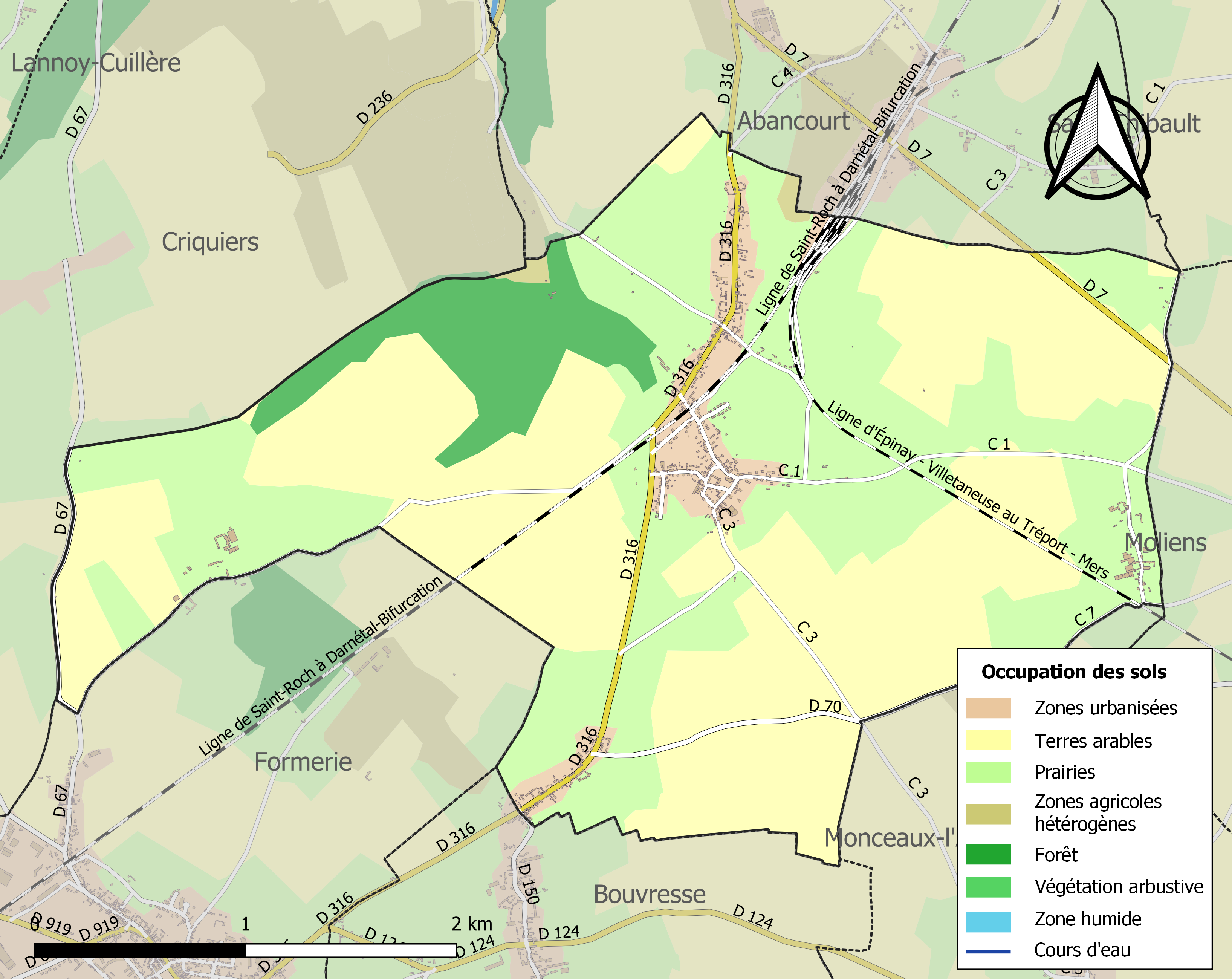
Carte des infrastructures et de l'occupation des sols de la commune en 2018 (CLC).

### Lieux-dits, hameaux et écarts
La commune comprend plusieurs hameaux : Belleville, Redderies, Secqueville, ainsi que d'écarts (Petit Moliens, le Vallabonnet).

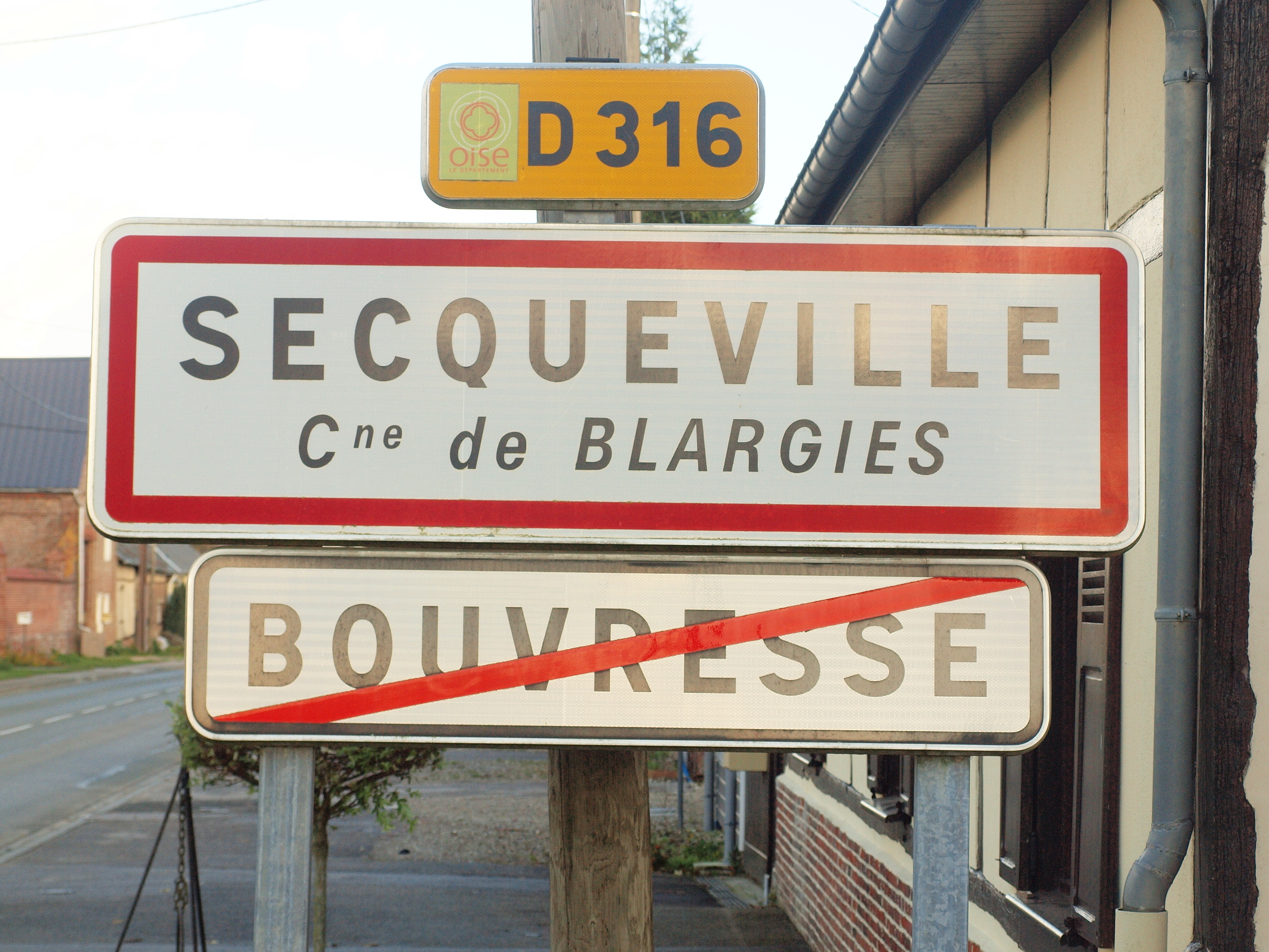
Panneau d'entrée de Secqueville
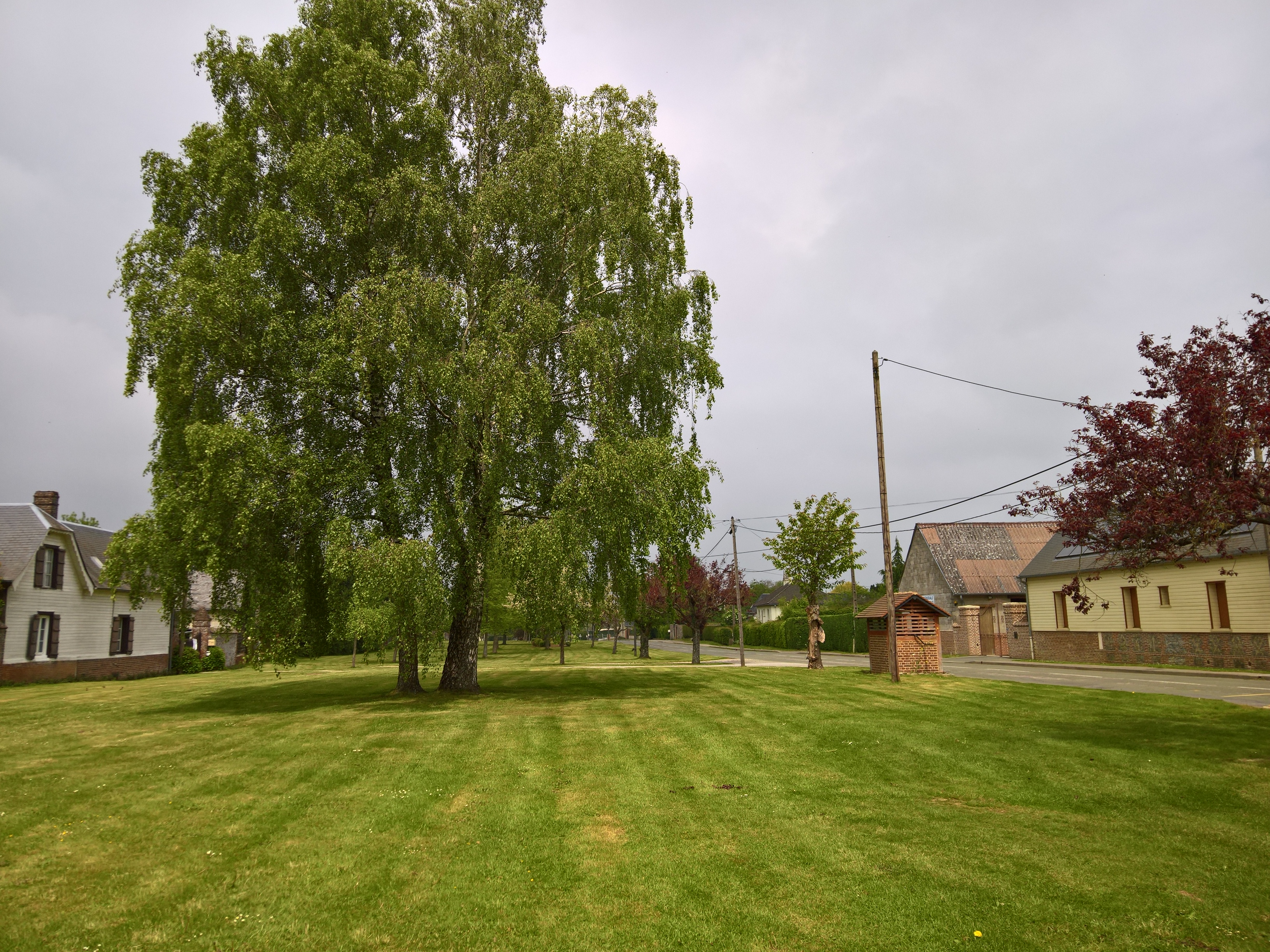
Paysage de Belleville

### Habitat et logement
En 2018, le nombre total de logements dans la commune était de 243, alors qu'il était de 236 en 2013 et de 215 en 2008.
Parmi ces logements, 89,3 % étaient des résidences principales, 5 % des résidences secondaires et 5,8 % des logements vacants. Ces logements étaient pour 99,6 % d'entre eux des maisons individuelles et pour 0,4 % des appartements.
Le tableau ci-dessous présente la typologie des logements à Blargies en 2018 en comparaison avec celle de l'Oise et de la France entière. Une caractéristique marquante du parc de logements est ainsi une proportion de résidences secondaires et logements occasionnels (5 %) supérieure à celle du département (2,5 %) et à celle de la France entière (9,7 %). Concernant le statut d'occupation de ces logements, 86,2 % des habitants de la commune sont propriétaires de leur logement (81,9 % en 2013), contre 61,4 % pour l'Oise et 57,5 pour la France entière.
| Typologie                                               | Blargies | Oise | France entière |
| ------------------------------------------------------- | -------- | ---- | -------------- |
| Résidences principales (en %)                           | 89,3     | 90,4 | 82,1           |
| Résidences secondaires et logements occasionnels (en %) | 5        | 2,5  | 9,7            |
| Logements vacants (en %)                                | 5,8      | 7,1  | 8,2            |

### Voies de communication et transports
La commune est desservie par les routes départementales suivantes : 
- RD n°316, qui traverse le territoire et notamment le centre bourg du nord au sud,
- RD n°70, qui  se connecte à Secqueville dans sa partie est,
- RD n°7, qui  traverse le territoire communal au niveau de l'extrémité nord-est,
- RD n°67, constituant la limite ouest du territoire de communal.

Elle est traversée par les lignes de chemin de fer Paris-Beauvais-Le Tréport et Amiens -Rouen, mais la gare la plus proche est celle Abancourt, jouxtant la commune.
La commune est desservie, en 2023, par les lignes 6103, 6113, 6124 et 6151 du réseau interurbain de l'Oise.

## Toponymie
Le nom de la localité est attesté sous les formes Blargies (1160) ; Henri de Blargies (1247) ; Blargyes (1454) ; Blargie (1500-1550) ; Blairgies (1500-1550) ; Blargy (1520) ; Blergies (1550-1580) ; Bleirgies (1550-1580) ; Blergie (1667) ; L'inspecteur des manufactures de l'arrondissement d'Aumale fait utilisation du terme de Blergy pour parler de cette ville en 1726.

« (Le) domaine ou (le) village aride ».

## Histoire
Première Guerre mondiale

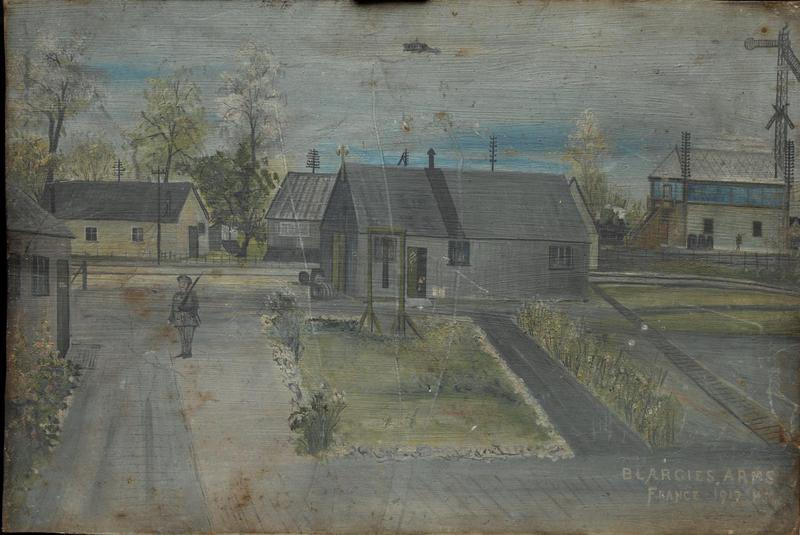
Baraques du camp de Blargies en 1917, par H M Chapman.
Imperial War Museum.

La commune de Blargies, située à l'arrière du front pendant la Grande Guerre, a été le lieu d'implantation d'un important dépôt de matériel de l'armée britannique, d'un hôpital militaire britannique et de deux prisons militaires réservées aux soldats du Commonwealth dans lesquelles deux mutineries eurent lieu,.
L'armée britannique aménagea d'importants stockages ferroviaires à Abancourt, Blargies-Nord (dépôt de munitions)  et Blargies-Sud (dépôt du Génie), qui faisaient du secteur jusqu'à Romescamps un nœud ferroviaire majeur des armées alliées.
Le cimetière militaires britannique de Blargies a été créé en 1917 et a servi de lieu d'inhumation jusque 1919,,.
Le village et le camp britannique ont été bombardés par l'armée ennemie le 18 mai 1918.
Blargies reçut la Croix de guerre 1914-1918 le 6 avril 1922

## Politique et administration

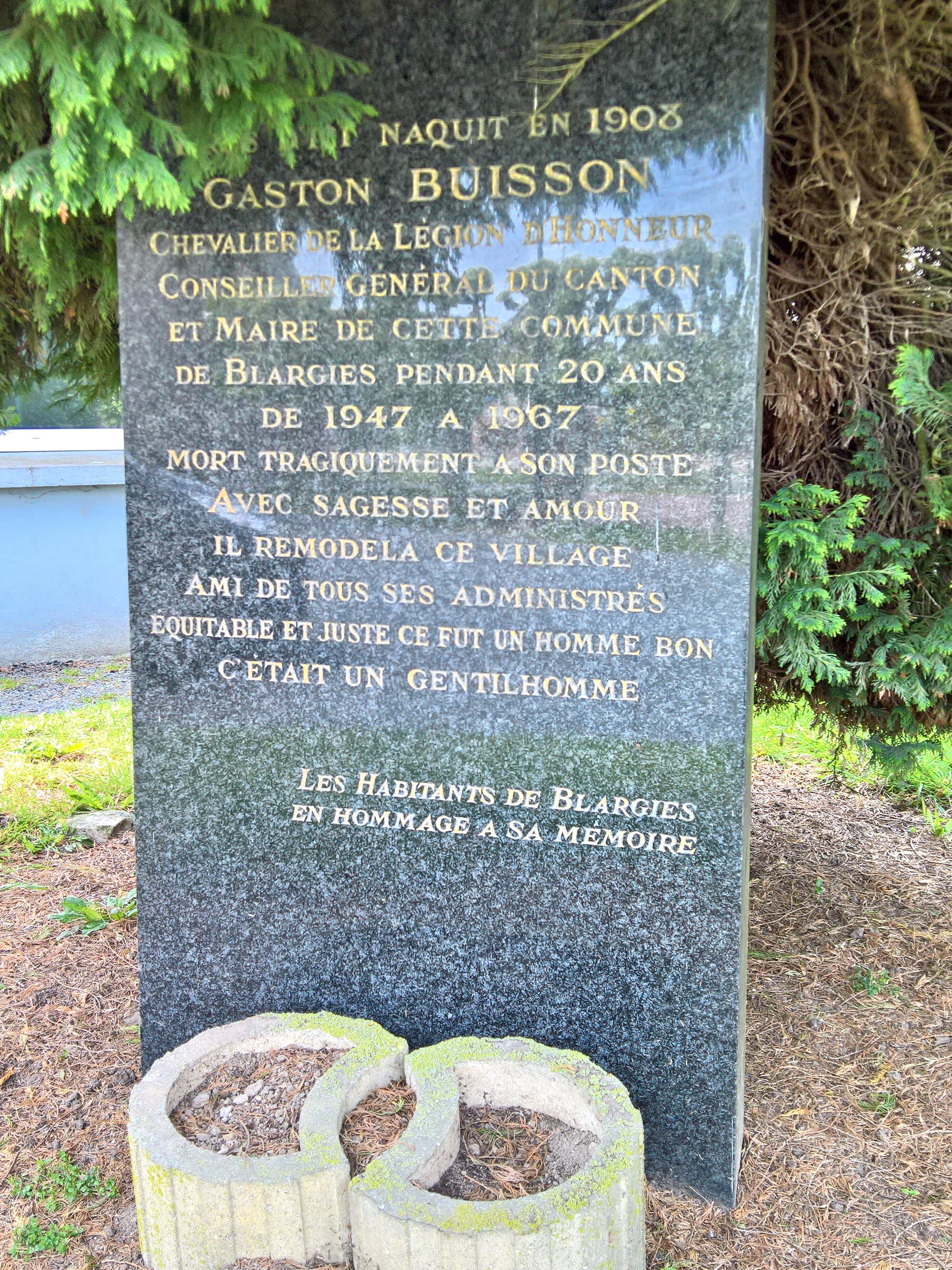
Stèle commémorative à Gaston Buisson, maire et conseiller général.

### Rattachements administratifs et électoraux
La commune se trouve dans l'arrondissement de Beauvais du département de l'Oise. Pour l'élection des députés, elle fait partie depuis 1988 de la deuxième circonscription de l'Oise.
Elle faisait partie depuis 1793  du canton de Formerie. Dans le cadre du redécoupage cantonal de 2014 en France, la commune est désormais intégrée au canton de Grandvilliers.

### Intercommunalité
Blargies fait partie de la communauté de communes de la Picardie Verte un établissement public de coopération intercommunale (EPCI) à fiscalité propre qui correspond à l'ensemble des communes des cantons de Formerie, Grandvilliers et Marseille- en-Beauvaisis, ainsi que certaines communes du canton de Songeons, et auquel la commune a transféré un certain nombre de ses compétences, dans les conditions déterminées par le code général des collectivités territoriales.
La commune fait également partie du « Grand Beauvaisis », l'un des seize pays à constituer le « Pays de Picardie ».
En 2018, la commune participe également à divers regroupements communaux :
- Syndicat d'énergie de l'Oise
- Syndicat intercommunal d'adduction d'eau potable de Blargies, qui dessert une quinzauine de communes et de hameaux de l'Oise[26]
- Syndicat intercommunal de regroupement scolaire de Abancourt, Blargies, Boutavent-la-Grange[27].

### Liste des maires
| Période                                  | Période                   | Identité         | Étiquette    | Qualité |
| ---------------------------------------- | ------------------------- | ---------------- | ------------ | --- |
| Les données manquantes sont à compléter. |                           |                  |              | |
| 1947                                     | 1967                      | Gaston Buisson   |              | Conseiller général de Formerie (1931 → 1940 et 1945 →1967) Mort en fonction                                                                   |
| Les données manquantes sont à compléter. |                           |                  |              | |
| 1977                                     | 2008                      | Gérard Decorde   | RPR puis UMP | Artisan/commerçant, gendre de Gaston Buisson Conseiller général de Formerie (1992 → 2015) Conseiller départemental de Grandvilliers (2015 → ) |
| 2008                                     | mai 2020                  | Patrick Périmony | PRG          | Professeur des écoles puis professeur de collège Vice-président de la CC de la Picardie Verte (2014 → 2020)                                   |
| mai 2020                                 | En cours (au 26 mai 2020) | Olivier Hernequé |              | Comptable chez Saverglass |

## Équipements et services publics
Blargies dispose d'(une salle des fêtes et de son annexe, capable d'(accueillir 150 personnes

### Enseignement
Les enfants de la commune sont scolarisés avec ceux d'Abancourt et de Boutavent dans le cadre d'un regroupement pédagogique intercommunal (RPI) institué en 2003 dont les écoles sont situées à Blargies et à Abancourt (Hénicourt).
L'établissement dispose d'une cantine et d'une garderie périscolaire.

### Petite enfance
La commune se dote en 2018 d'une maison d'assistantes maternelles, ayant une capacité d'accueil de 12 enfants.

## Population et société

### Démographie

#### Évolution démographique
L'évolution du nombre d'habitants est connue à travers les recensements de la population effectués dans la commune depuis 1793. Pour les communes de moins de 10 000 habitants, une enquête de recensement portant sur toute la population est réalisée tous les cinq ans, les populations de référence des années intermédiaires étant quant à elles estimées par interpolation ou extrapolation. Pour la commune, le premier recensement exhaustif entrant dans le cadre du nouveau dispositif a été réalisé en 2006.

En 2022, la commune comptait 505 habitants, en évolution de −6,13 % par rapport à 2016 (Oise : +0,87 %, France hors Mayotte : +2,11 %).
| 1793 | 1800 | 1806 | 1821 | 1831 | 1836 | 1841 | 1846 | 1851 |
| ---- | ---- | ---- | ---- | ---- | ---- | ---- | ---- | ---- |
| 934  | 909  | 962  | 920  | 654  | 667  | 625  | 591  | 561  |

| 1856 | 1861 | 1866 | 1872 | 1876 | 1881 | 1886 | 1891 | 1896 |
| ---- | ---- | ---- | ---- | ---- | ---- | ---- | ---- | ---- |
| 570  | 539  | 528  | 503  | 510  | 497  | 485  | 492  | 461  |

| 1901 | 1906 | 1911 | 1921 | 1926 | 1931 | 1936 | 1946 | 1954 |
| ---- | ---- | ---- | ---- | ---- | ---- | ---- | ---- | ---- |
| 443  | 434  | 418  | 745  | 536  | 517  | 472  | 486  | 461  |

| 1962 | 1968 | 1975 | 1982 | 1990 | 1999 | 2006 | 2011 | 2016 |
| ---- | ---- | ---- | ---- | ---- | ---- | ---- | ---- | ---- |
| 417  | 408  | 463  | 451  | 455  | 450  | 478  | 504  | 538  |

| 2021 | 2022 | - | - | - | - | - | - | - |
| ---- | ---- | - | - | - | - | - | - | - |
| 511  | 505  | - | - | - | - | - | - | - |

#### Pyramide des âges
La population de la commune est relativement jeune.
En 2018, le taux de personnes d'un âge inférieur à 30 ans s'élève à 34,1 %, soit en dessous de la moyenne départementale (37,3 %). À l'inverse, le taux de personnes d'âge supérieur à 60 ans est de 26,0 % la même année, alors qu'il est de 22,8 % au niveau départemental.
En 2018, la commune comptait 269 hommes pour 258 femmes, soit un taux de 51,04 % d'hommes, largement supérieur au taux départemental (48,89 %).
Les pyramides des âges de la commune et du département s'établissent comme suit.
| Hommes | Classe d’âge | Femmes |
| ------ | ------------ | ------ |
| 0,4    | 90 ou +      | 0,8    |
| 6,8    | 75-89 ans    | 9,5    |
| 16,4   | 60-74 ans    | 18,2   |
| 24,4   | 45-59 ans    | 20,9   |
| 16,6   | 30-44 ans    | 17,8   |
| 17,0   | 15-29 ans    | 13,4   |
| 18,4   | 0-14 ans     | 19,4   |

| Hommes | Classe d’âge | Femmes |
| ------ | ------------ | ------ |
| 0,5    | 90 ou +      | 1,4    |
| 5,5    | 75-89 ans    | 7,6    |
| 15,6   | 60-74 ans    | 16,3   |
| 20,8   | 45-59 ans    | 20     |
| 19,4   | 30-44 ans    | 19,4   |
| 17,6   | 15-29 ans    | 16,2   |
| 20,6   | 0-14 ans     | 19,1   |

### Sports et loisirs
Le Moto Club de Blargies dispose d'un circuit de moto-cross qui accueille en 2021  une manche du championnat de France de Side-car cross, ainsi que le championnat des Hauts-de-France de motocross.
Un club de football, le RC Blargies, fonctionne dans la commune ainsi qu'une école d'équitation , « Le Buissonnier » Romain Gabrieli ouvert en 2017

### Vie associative
Le théâtre de l'Orage propose des sesssions de formation au théâtre amateur.
L'association À l'écoute de la nature, basée au hameau de Redderiesà Blargies se veut éducative au développement durable et à l'environnement. Elle dispose d'un parc à thème médiéval et de son potager médicinal,.

## Culture locale et patrimoine

### Lieux et monuments
- L'église Saint-Martin, où se trouve une statue équestre de saint Martin de Tours datant du XVIIe siècle, en bois polychrome, restaurée en 1961[50]. Elle contient un orgue de campagne, acquis en 1865 à un facteur d'orgues des Andelys et restauré en 2018[51] ; À cette occasion, la nef a été remise en peinture[52]. Une coquille Saint Jacques ayant été retrouvée dans l'Eglise en fait une possible halte pour les Chemins de Saint Jacques[53]

L'église Saint-Martin
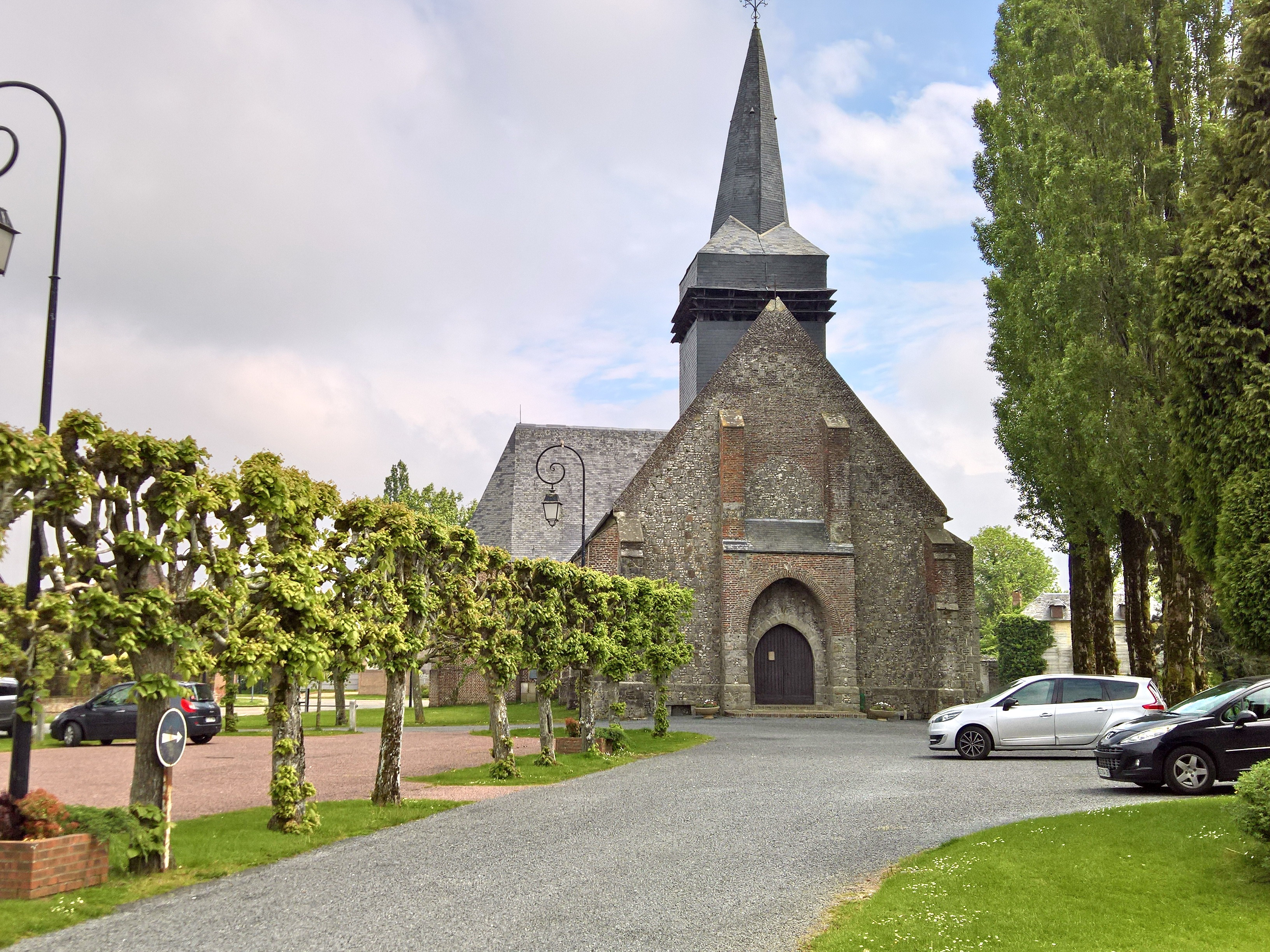
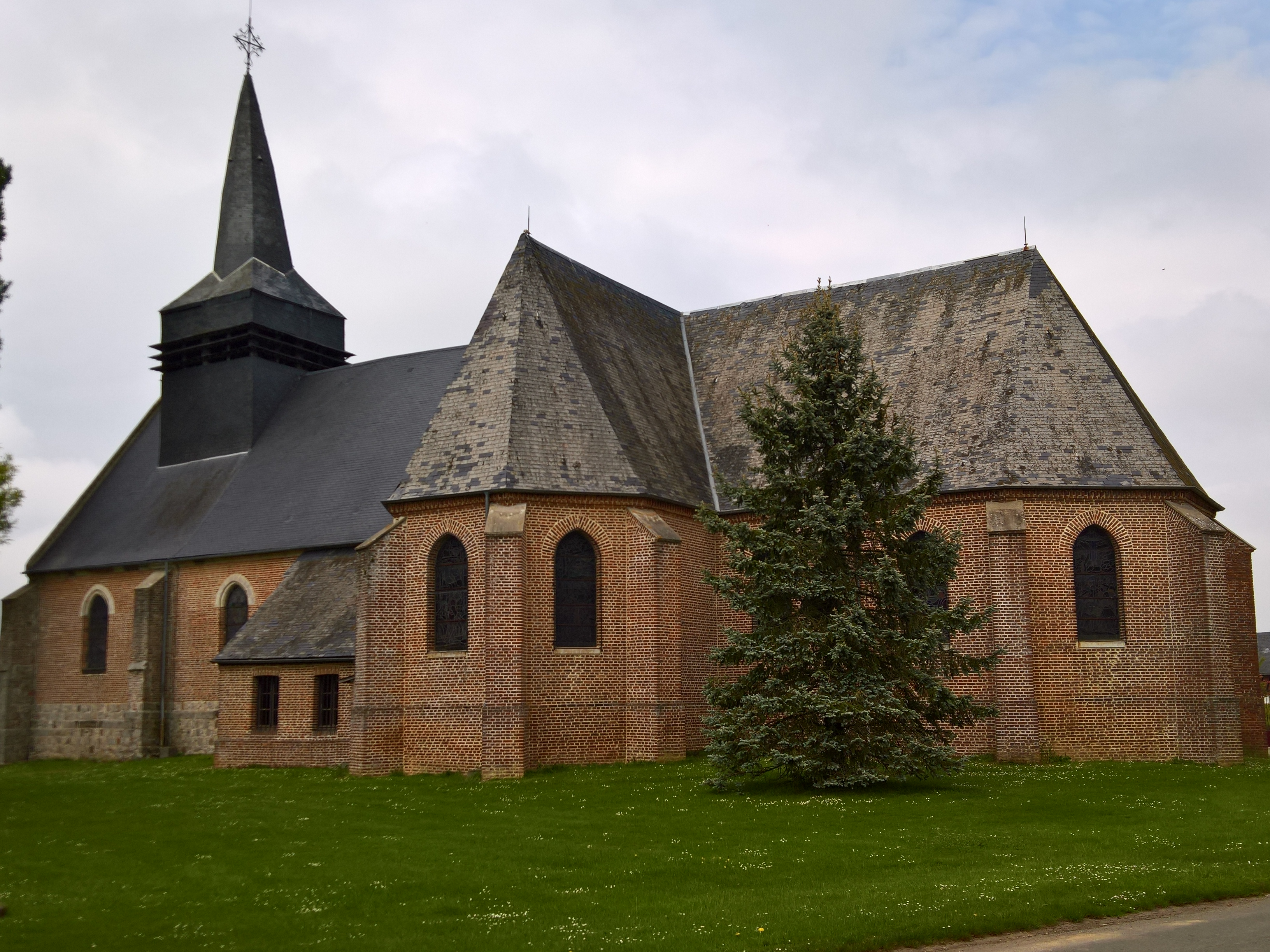
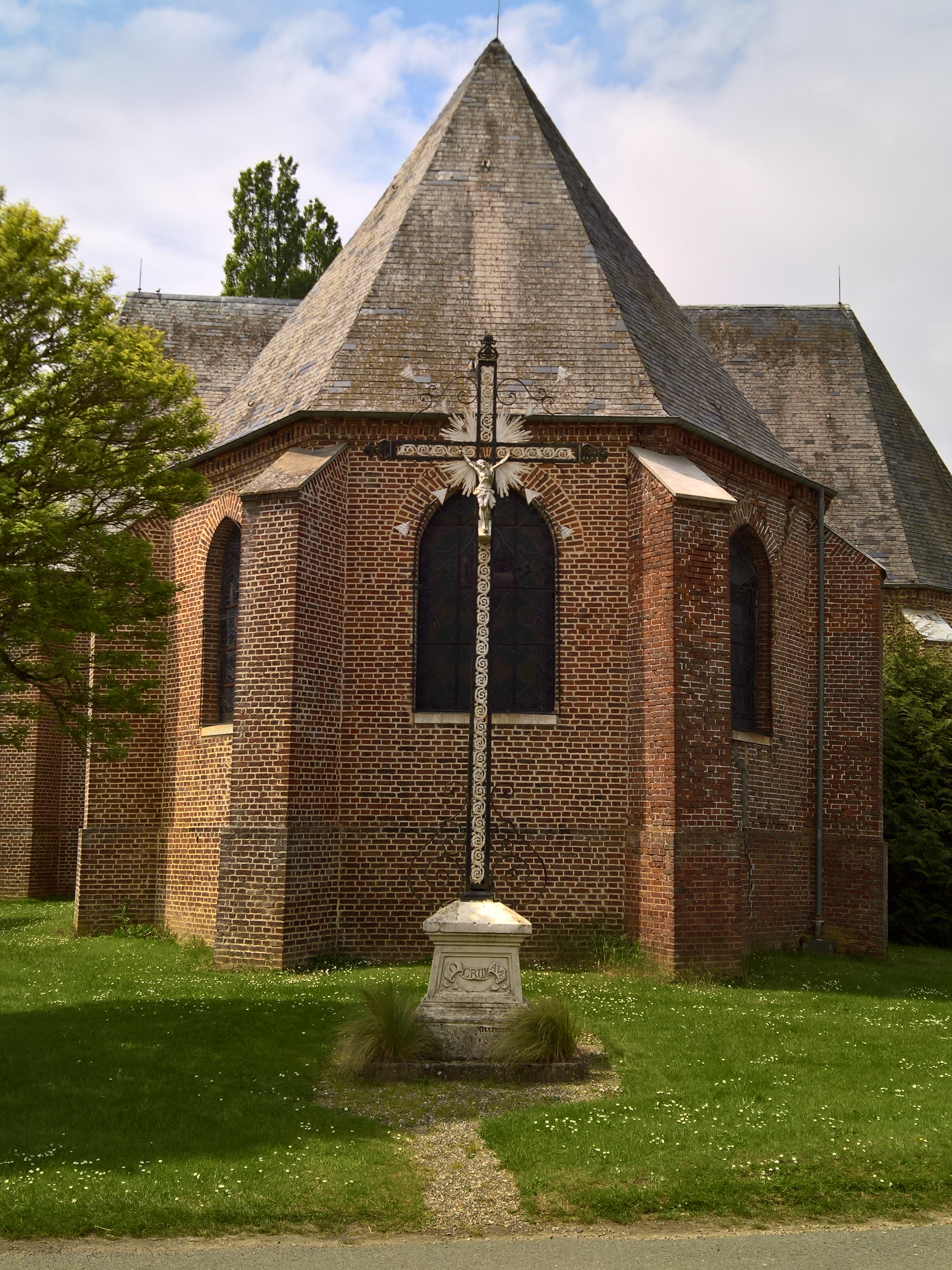

- Le  cimetière militaire britannique de Blargies. Dans ce cimetière reposent : 182 soldats britanniques, 1 australien, 1 néo-zélandais, 7 sud-africains, 46 indiens et 1 soldat des Indes occidentales[18].

Le cimetière militaire britannique
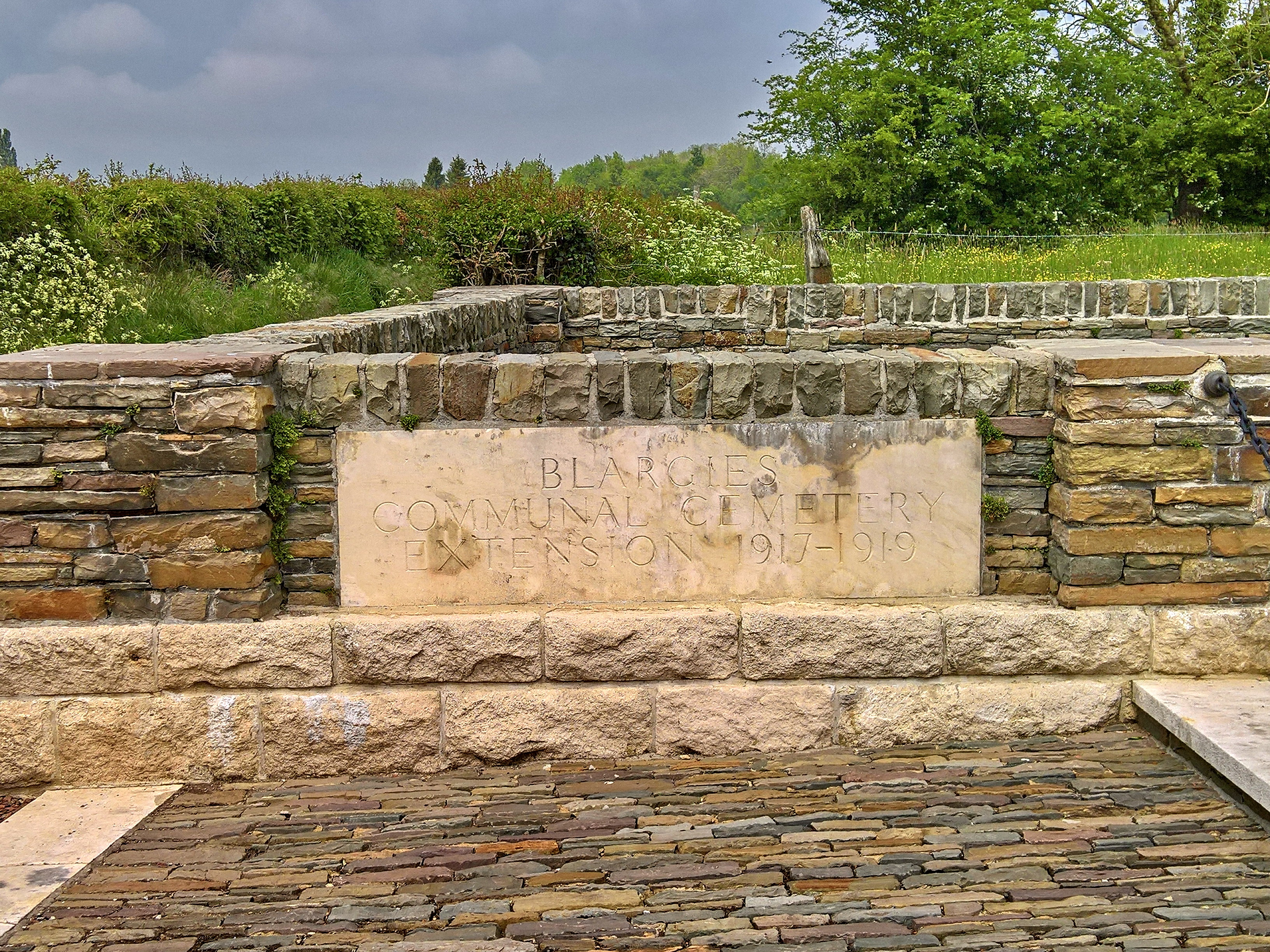
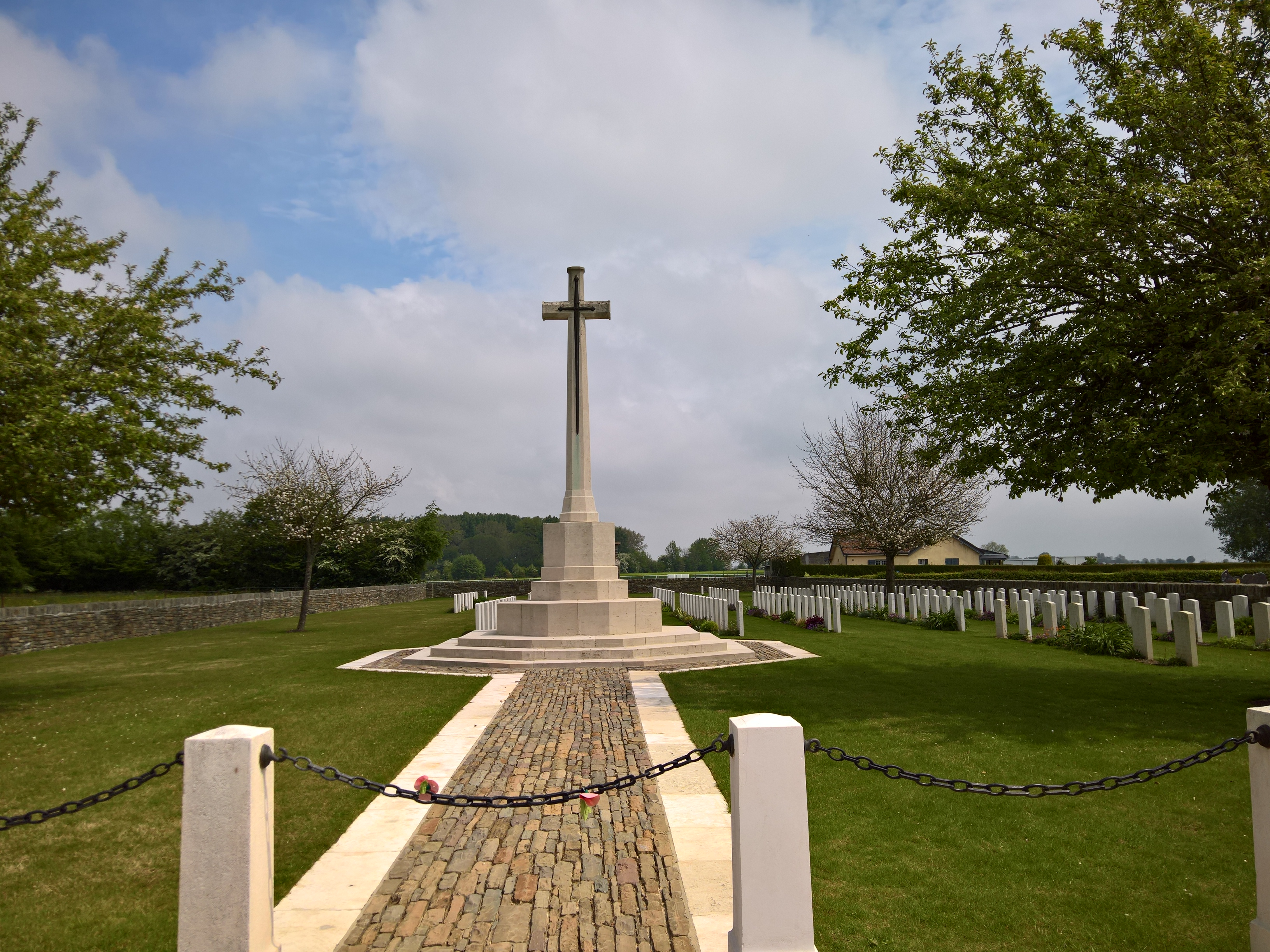
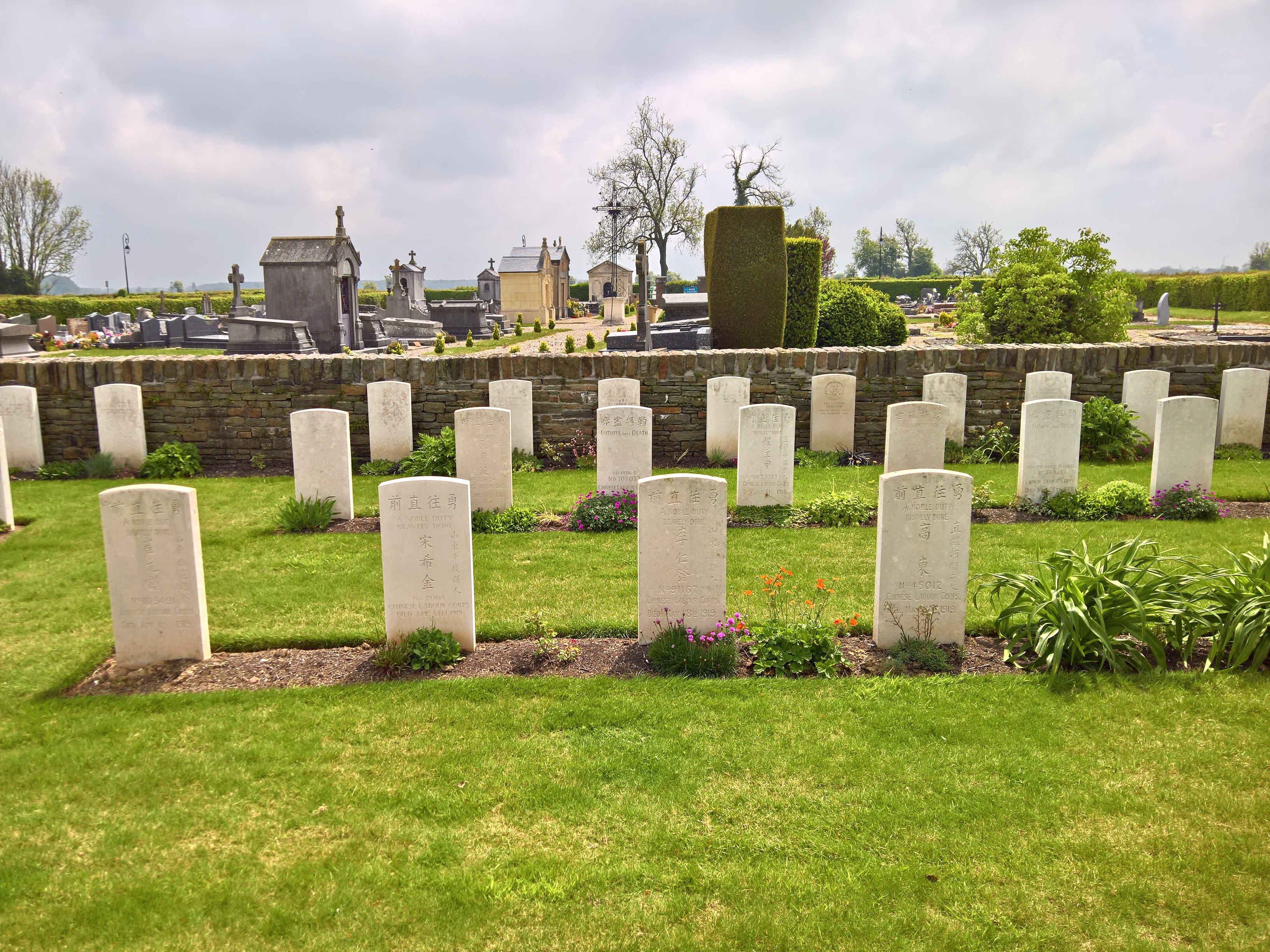
Tombes de travailleurs chinois
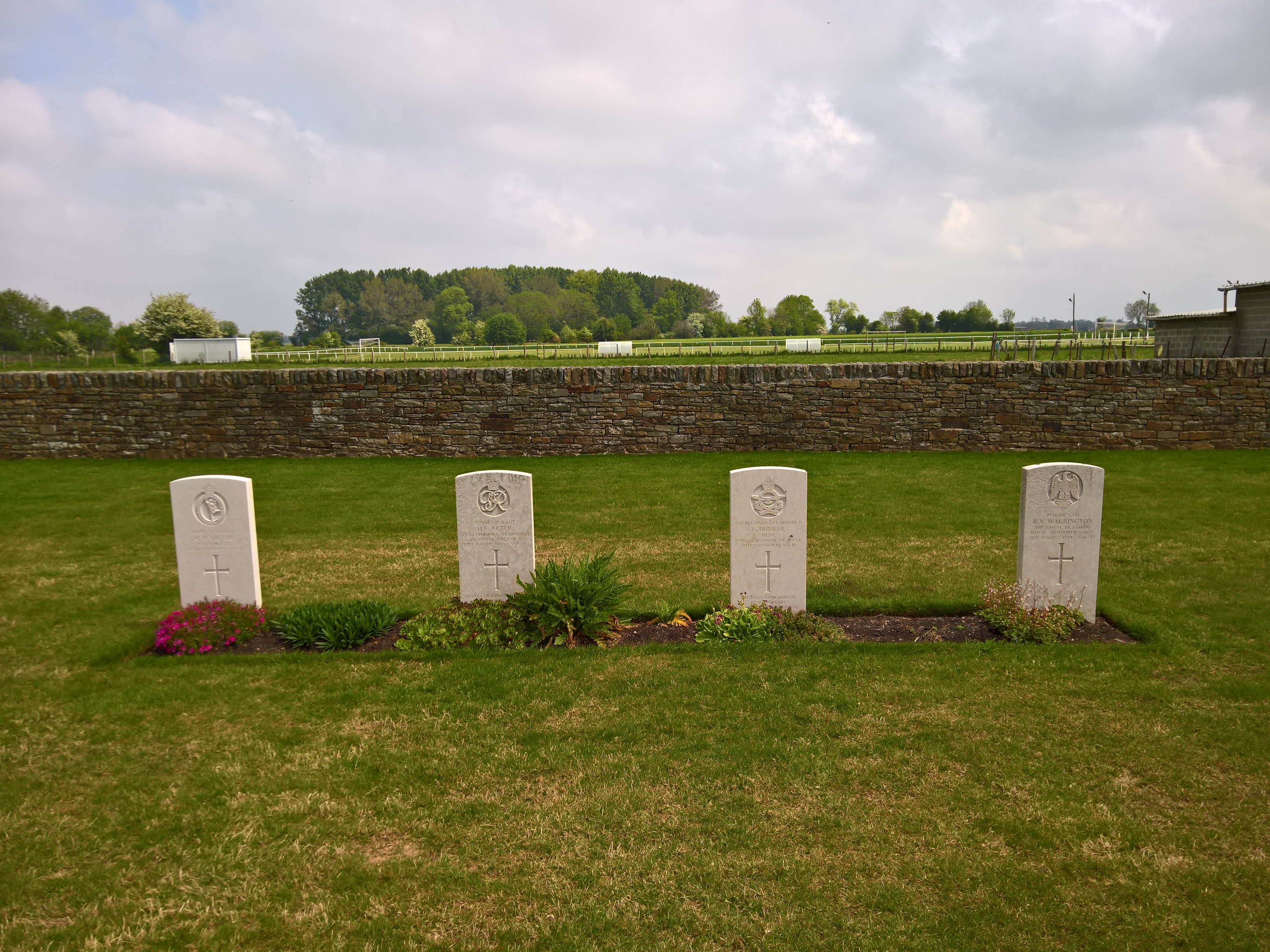
Tombes de la Seconde Guerre mondiale.

- Le monument aux morts[54].

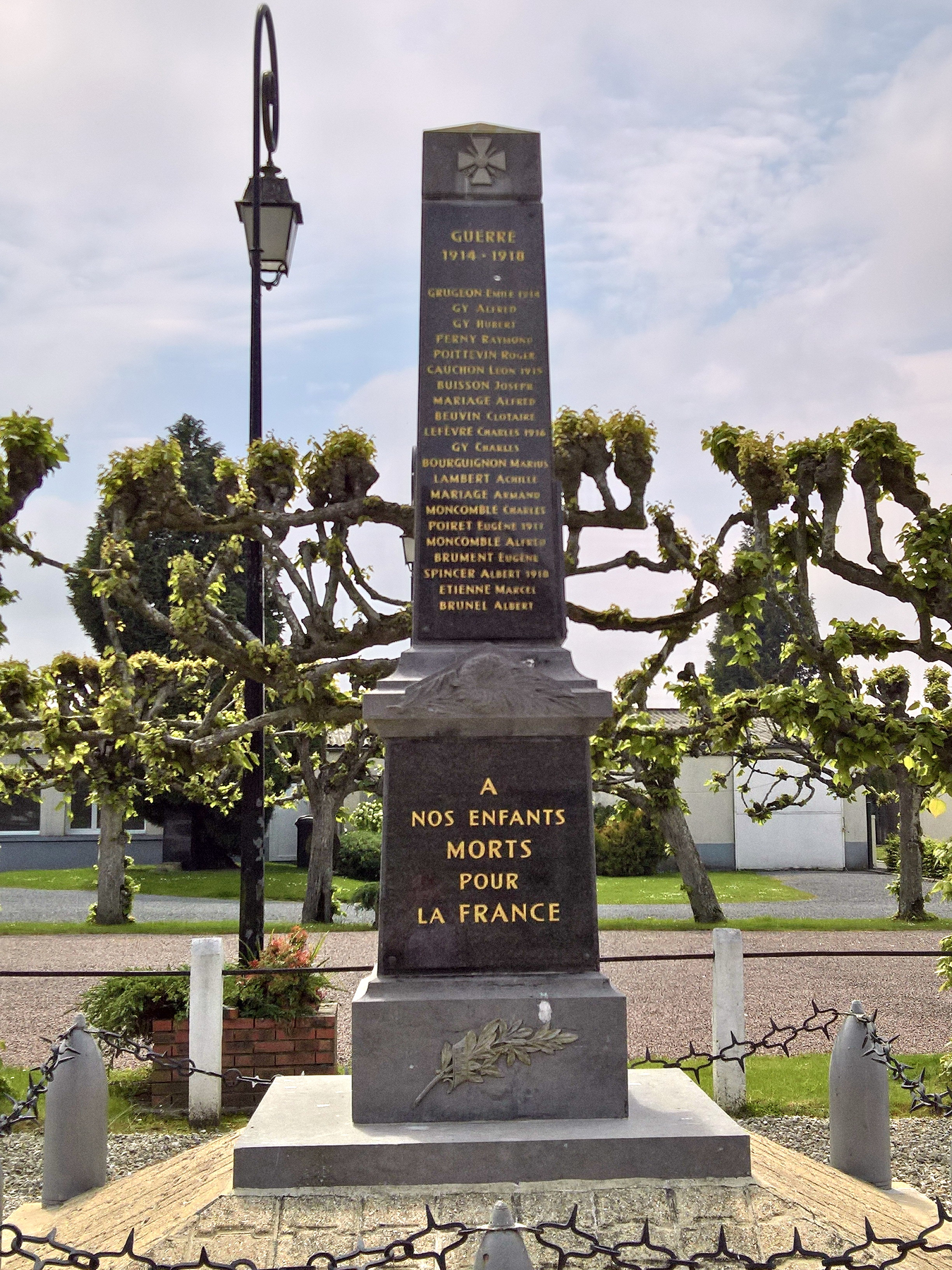
Le monument aux morts.

- Ferme pédagogique médiévale de Blargies, ouverte depuis septembre 2016[55].

### Personnalités liées à la commune
- René Tréboute, né le 11 avril 1903 à Blargies, officier aviateur, résistant du réseau Alliance, Mort pour la France à Rastatt (Bade-Wurtemberg) le 24 novembre 1944, exécuté par les Nazis après avoir été arrêté par la Gestapo près de Volvic  en septembre 1943. Il a été décoré de la Médaille de la Résistance[56],[57].

### Héraldique
| Blason de Blargies | Blason  | D'azur à saint Martin à cheval d'or; au chef ondé cousu de gueules chargé de trois croisettes d'argent. |
| Blason de Blargies | Détails | Le statut officiel du blason reste à déterminer.                                                        |